# Мейсон-Сіті (Небраска)
Мейсон-Сіті (англ. Mason City) — селище (англ. village) в США, в окрузі Кастер штату Небраска. Населення — 151 особа (2020).

## Географія
Мейсон-Сіті розташований за координатами 41°13′20″ пн. ш. 99°17′56″ зх. д. / 41.22222° пн. ш. 99.29889° зх. д. (41.222172, -99.298788).  За даними Бюро перепису населення США в 2010 році селище мало площу 1,23 км², уся площа — суходіл.

## Демографія
Згідно з переписом 2010 року, у селищі мешкала 171 особа в 75 домогосподарствах у складі 45 родин. Густота населення становила 139 осіб/км².  Було 93 помешкання (76/км²).
Расовий склад населення:
| - 94,2 % — білих - 1,2 % — азіатів - 0,6 % — корінних американців |

До двох чи більше рас належало 4,1 %. Частка іспаномовних становила 2,3 % від усіх жителів.
За віковим діапазоном населення розподілялося таким чином: 21,1 % — особи молодші 18 років, 63,7 % — особи у віці 18—64 років, 15,2 % — особи у віці 65 років та старші. Медіана віку мешканця становила 47,4 року. На 100 осіб жіночої статі у селищі припадало 90,0 чоловіків;  на 100 жінок у віці від 18 років та старших — 92,9 чоловіків також старших 18 років.
Середній дохід на одне домашнє господарство  становив 45 353 долари США (медіана — 31 389), а середній дохід на одну сім'ю — 55 172 долари (медіана — 40 313). За межею бідності перебувало 19,7 % осіб, у тому числі 5,7 % дітей у віці до 18 років та 4,9 % осіб у віці 65 років та старших.
Цивільне працевлаштоване населення становило 59 осіб. Основні галузі зайнятості: освіта, охорона здоров'я та соціальна допомога — 23,7 %, виробництво — 20,3 %, сільське господарство, лісництво, риболовля — 13,6 %, публічна адміністрація — 11,9 %.